# Maccagno (formaggio)
Il Maccagno (in piemontese Macagn), conosciuto anche come Toma Maccagno, è un formaggio italiano a pasta semicotta e a denominazione di origine protetta
È stato incluso tra i prodotto agroalimentare tradizionali (P.A.T.) piemontesi e riconosciuto come presidio Slow Food (con il nome di Macagn).

## Origine del nome
Il nome del formaggio deriva da quello dell'Alpe Maccagno, un alpeggio valsesiano collocato in comune di Riva Valdobbia a quasi 2200 metri di quota, in testata della val Vogna.

## Storia
L'origine del formaggio è molto antica. Tra i vari estimatori del Maccagno viene ricordato Quintino Sella, che usava offrirlo ad amici e conoscenti durante i propri soggiorni a Roma. Viene riportato che lo statista andò su tutte le furie quando nel 1863, di ritorno da un'escursione in montagna, si accorse che i ladri gli avevano sottratto una provvista di questo formaggio.

## Descrizione
È di forma cilindrica con diametro fra i 18 e i 25 cm, scalzo fra i 5 e gli 8 cm e peso compreso tra gli 1,8 e i 2,5 chilogrammi.
La crosta è paglierina o rossiccia ed in genere liscia ed elastica, mentre la pasta è di colore bianco o paglierino, piuttosto compatta ed è caratterizzata da una leggera occhiatura.
Il sapore è dolce e gradevole, l'aroma è molto delicato e richiama il burro e la crema di latte.

## Produzione
Il Maccagno viene prodotto a partire dal latte crudo e intero proveniente da vacche delle razze Bruna o Pezzata Rossa d'Oropa.
Il latte, ancora caldo di mungitura, viene addizionato di caglio di vitello e mantenuto a una temperatura variabile tra i 30° ed i 36°. La cagliata si rassoda in genere in un tempo compreso tra i 45 e i 90 minuti. Contestualmente alla rottura della cagliata si procede al suo riscaldamento tra i 40 e i 52°. Con la pressatura a mano della forma avviene lo sgrondo del siero; segue quindi un periodo di riposo di circa 12 ore. La salatura avviene in genere a secco dopo alcuni giorni di asciugatura; la stagionatura che segue può infine durare tra i due e i quattro mesi e avviene tradizionalmente nei crotin, ovvero in piccoli ambienti sotterranei annessi all'alpeggio. Le forme in via di affinamento sono adagiate su scaffalature di legno e vengono girate e ripulite giornalmente o al massimo a giorni alterni.
Quando il formaggio viene prodotto in comuni al di sopra dei 900 metri di quota, alla denominazione Maccagno viene aggiunta la dicitura di alpeggio.

## Consumo

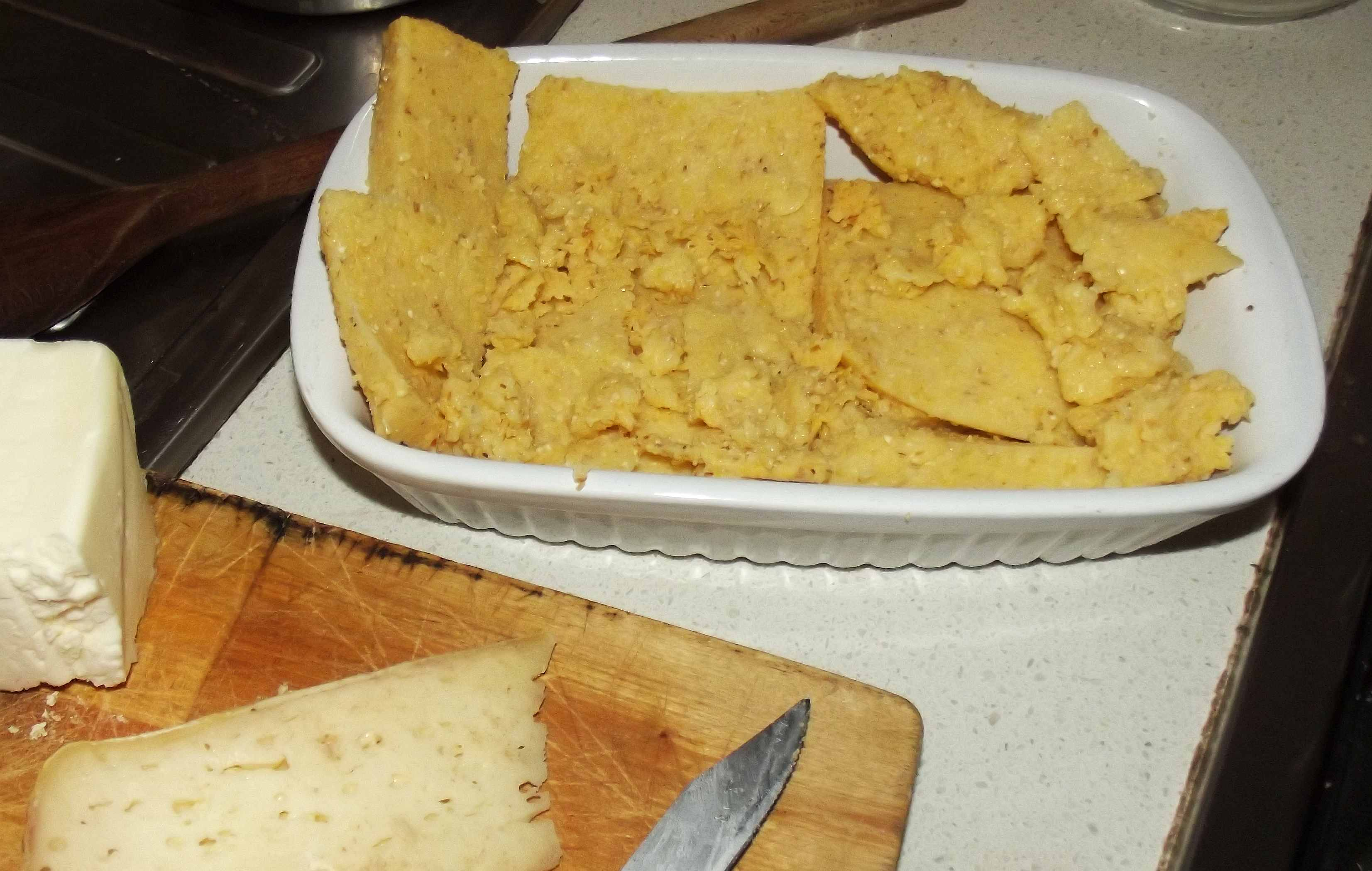
Preparazione di una teglia di polenta al forno con burro e Maccagno.

Il Maccagno è utilizzato nella cucina piemontese per la preparazione di diversi piatti, primo fra tutti la polenta concia. È anche spesso gustato come formaggio da tavola.

## Nella letteratura
Vari brani del romanzo Marina Bellezza della scrittrice Silvia Avallone sono dedicati alle caratteristiche e alla tecnica di produzione del Maccagno, produzione che sta alla base del progetto professionale del protagonista maschile dell'opera.